# Air Anjou Transports
Air Anjou Transports (code AITA : SJ) était une compagnie aérienne régionale française créée en 1976 et basée sur l'ancien aéroport d'Angers-Avrillé.

## Histoire
La compagnie Air Anjou Transports est créée le 11 août 1976 sur l'ancien aérodrome de Angers-Avrillé, sous l'égide de la Chambre de Commerce d'Angers, qui en était un des principaux actionnaires.
Air Anjou Transports est née de la fusion entre les compagnies Nantes Aviation et  Air Champagne Ardennes sous l'égide de la Chambre de Commerce d'Angers.
Elle commençait ses opérations avec un Beechcraft 99. Cette compagnie avait repris les anciennes lignes abandonnées faute de rentabilité des compagnies TAT et Air Alpes.
Air Anjou Transports signait un contrat d'entretien entre SASMAT-Rousseau Aviation en novembre 1976.
Elle reprenait mi-janvier 1977, la ligne Lyon-Angers-Le Mans abandonnée par Air Alpes exploitée en pool avec TAT en Beech 99, 5 fois par semaine dans chaque sens.
La compagnie avait signé des contrats d'affrètement avec la compagnie helvétique CROSSAIR sur la liaison Clermont-Ferrand - Genève en septembre 1979 et avec TAT sur la liaison Albi-Rodez-Lyon en octobre 1979. Cette dernière voulait confier également l'affrètement de la ligne La Rochelle-Poitiers-Lyon-Tours mais la Sous-direction des transports aériens de la DGAC refusait.
Faute de bénéfice sur ces routes, la compagnie avait fait face à de graves pertes à partir de 1979, les routes restaient subventionnées par les Chambres de Commerce et d'Industrie de Niort, Épinal, Le Mans, Clermont-Ferrand et Angers (chacune prenant en compte une partie du déficit de la desserte de son secteur) ainsi que par des collectivités de Maine-et-Loire et le département des Vosges mais en octobre et novembre, la grève des aiguilleurs du ciel lui donnait le coup fatal, ses appareils cloués au sol, elle perdait 40 000 F par jour et accumulait en un mois un déficit représentant une fois et demie le capital social. 
Air Anjou Transports cessait ses activités le 25 janvier 1980, convoqués en assemblée générale extraordinaire, ses actionnaires (une dizaine de personnes privées, des entreprises et les chambres de commerce et d'industrie d'Angers et de Clermont-Ferrand) en avaient décidé ainsi.
La compagnie employait à ce moment-là 35 personne dont 22 pilotes de lignes.

## Le réseau
Malgré le déménagement de la plupart des compagnies aériennes de l'aéroport du Bourget vers l'aéroport de Roissy ou Orly en 1977 (sur l'initiative d'ADP), Air Anjou était restée comme d'autres compagnies régionales exercer sur l'aéroport du Bourget. 
En 1978, Air Anjou desservait:
- De Angers : Paris-Le Bourget, Lyon, Le Mans, Clermont-Ferrand et Niort,

- De Clermont-Ferrand : Bordeaux, Aurillac, Genève, Lyon et Toulouse,

- De Epinal : Paris-Le Bourget,

- Du Mans : Lyon,

- De Niort : Paris-Le Bourget.

En 1979, Air Anjou desservait: 
- De Angers :  Le Mans, Niort et Paris,

- De Clermont-Ferrand : Bordeaux, Toulouse, Aurillac, Lyon et Genève,
- De Epinal : Paris (abandonnée le 31/12/1979)[12].

## Flotte
La compagnie a utilisé trois Beech 99 Airliner, immatriculés F-BTMO, F-BTME et F-BVRA
A sa liquidation, elle louait 5 Beech 99 de 15 sièges.